# Jules van Dongen
Jules van Dongen (Meerssen, 13 juli 1990) is een Nederlands-Amerikaanse darter. Hij is actief op toernooien van de PDC.

## Carrière

### 2021
In 2021 deed Van Dongen mee aan de CDC Q-School en plaatste zich zo voor de CDC Tour. Datzelfde jaar won hij drie WDF-toernooien: het Charlotte Open, het Cherry Bomb International en het Seacoast Open. Ook behaalde hij twee finales op de CDC-Tour.

### 2022
In januari 2022 nam Van Dongen deel aan de Q-School van de PDC. Hij eindigde als tweede op de Europese Q-School Order of Merit en wist op die manier een tourkaart te bemachtigen. Zijn debuut op een hoofdtoernooi van de PDC volgde in maart, toen hij mocht aantreden op het UK Open. In de eerste ronde won hij met een score van 5-6 in legs van de Belg Mario Vandenbogaerde, waarna hij in de tweede ronde met 3-6 verloor van Engelsman Connor Scutt. 
Van Dongen was als elfde geplaatst voor het WDF World Darts Championship. Het toernooi zou oorspronkelijk plaatsvinden in januari, maar werd verplaatst naar april. Daarom mochten degenen die in de tussentijd een tourkaart van de PDC hadden bemachtigd toch deelnemen aan het WK van de andere dartsbond. Van Dongen startte in de tweede ronde, waarin hij met 1-3 in sets verloor van de Nederlandse Ryan de Vreede.
Zijn debuut op de Euro Tour maakte Van Dongen in mei tijdens het Czech Darts Open. In de eerste ronde won hij van Brett Claydon, waarna hij in de tweede ronde verloor van uiteindelijke finalist Rob Cross.
Tijdens de US Darts Masters in juni volgde Van Dongens debuut op de World Series of Darts. In de eerste ronde verloor hij met 4-6 van Michael van Gerwen.
Op de World Cup of Darts kwam Van Dongen samen met Danny Baggish uit voor de Verenigde Staten. In de eerste ronde namen de Amerikanen het op tegen Polen. In de beslissende leg gooide de Poolse Sebastian Białecki een 180, misste Baggish een matchdart voor een 160-finish en greep Krzysztof Ratajski via dubbel twintig met 5-4 de overwinning voor het Poolse duo.

### 2023
Op de US Darts Masters was Gerwyn Price met 6-2 te sterk in de eerste ronde. Op het vrijwel gelijktijdig plaatsvindende PDC North American Championship wist Van Dongen in de kwartfinale met 6-5 langs Jake Macmillan te gaan, waarna Jeff Smith in de halve finale een maatje te groot was.
Op 15 juli versloeg Van Dongen zijn landgenoot Danny Lauby in de finale van CDC Pro Tour 4 met een uitslag van 7-4.

### 2024
Van Dongen stapte in januari van 2024 over naar dartsfabrikant Winmau. Op de Q-School won de darter diezelfde maand zijn tourkaart en daarmee de toegang tot het professionele circuit terug.
Op de World Cup of Darts vormde Van Dongen het Amerikaanse duo met Danny Lauby. In de groepsfase verloor het koppel van de spelers uit Italië en Portugal.

### 2025
Met Lauby nam Van Dongen ook deel aan de World Cup of Darts 2025. In de groepsfase verloor het koppel van de spelers uit Hongkong, maar won het van de darters uit Bahrein. De knock-outfase werd niet bereikt.

## Resultaten op Wereldkampioenschappen

### WDF
- 2022: Laatste 32 (verloren van Ryan de Vreede met 1-3)

### PDC
- 2024: Laatste 96 (verloren van Darren Penhall met 1-3)